# Thelypteris guienziana
Thelypteris guienziana là một loài thực vật có mạch trong họ Thelypteridaceae. Loài này được (Mett.) Schelpe miêu tả khoa học đầu tiên năm 1965.